# Gunnar Arnesen
Gunnar Arnesen (30 ottobre 1927 – 30 maggio 2009) è stato un calciatore norvegese, di ruolo attaccante.

## Carriera

### Club
Arnesen giocò nel Lillestrøm dal 1950 al 1963.

### Nazionale
Conta 2 presenze per la Norvegia. Esordì il 19 maggio 1954, nel pareggio per 1-1 contro la Scozia.